# Prelasko
Prelasko este o localitate din comuna Podčetrtek, Slovenia, cu o populație de 63 de locuitori.